# Kościół św. Jacka w Horodle
Kościół Najświętszej Maryi Panny i świętego Jacka w Horodle – kościół parafialny, podominikański, wybudowany w stylu późnobarokowym.

## Historia
Pierwsze wzmianki o kościele w Horodle pochodzą z 1425 r. Był to kościółek przyklasztorny dominikanów. Został on spalony w wyniku najazdu Tatarów. Kolejna świątynia została konsekrowana w 1603 roku, lecz także i ona została zniszczona podczas Powstania Chmielnickiego. Prace przygotowawcze pod obecny kościół zostały rozpoczęte w 1739 roku z fundacji Joanny i Ambrożego Strutyńskich, starostów horodelskich. Budowę zakończono w 1758 roku. Data ta jest widoczna na łuku tęczowym. W 1852 roku w wyniku pożaru odpadły stiuki pokrywające sklepienie. Zachowała się jedynie ich niewielka część na ścianach. Obecny kościół ma charakter obronny o czym świadczą bardzo grube, blisko dwumetrowe, mury wzmocnione pod oknami oraz dwie cylindryczne baszty ze schodami na strych.
W 2006 roku ksiądz proboszcz Henryk Krukowski rozpoczął prace remontowe, mające na celu osuszenie murów. Prace te trwały do 2008 roku. 

## Wyposażenie
Przedmioty cenne i zabytkowe:
- monstrancja z 1862 roku
- złoty kielich z 1604 roku

## Galeria

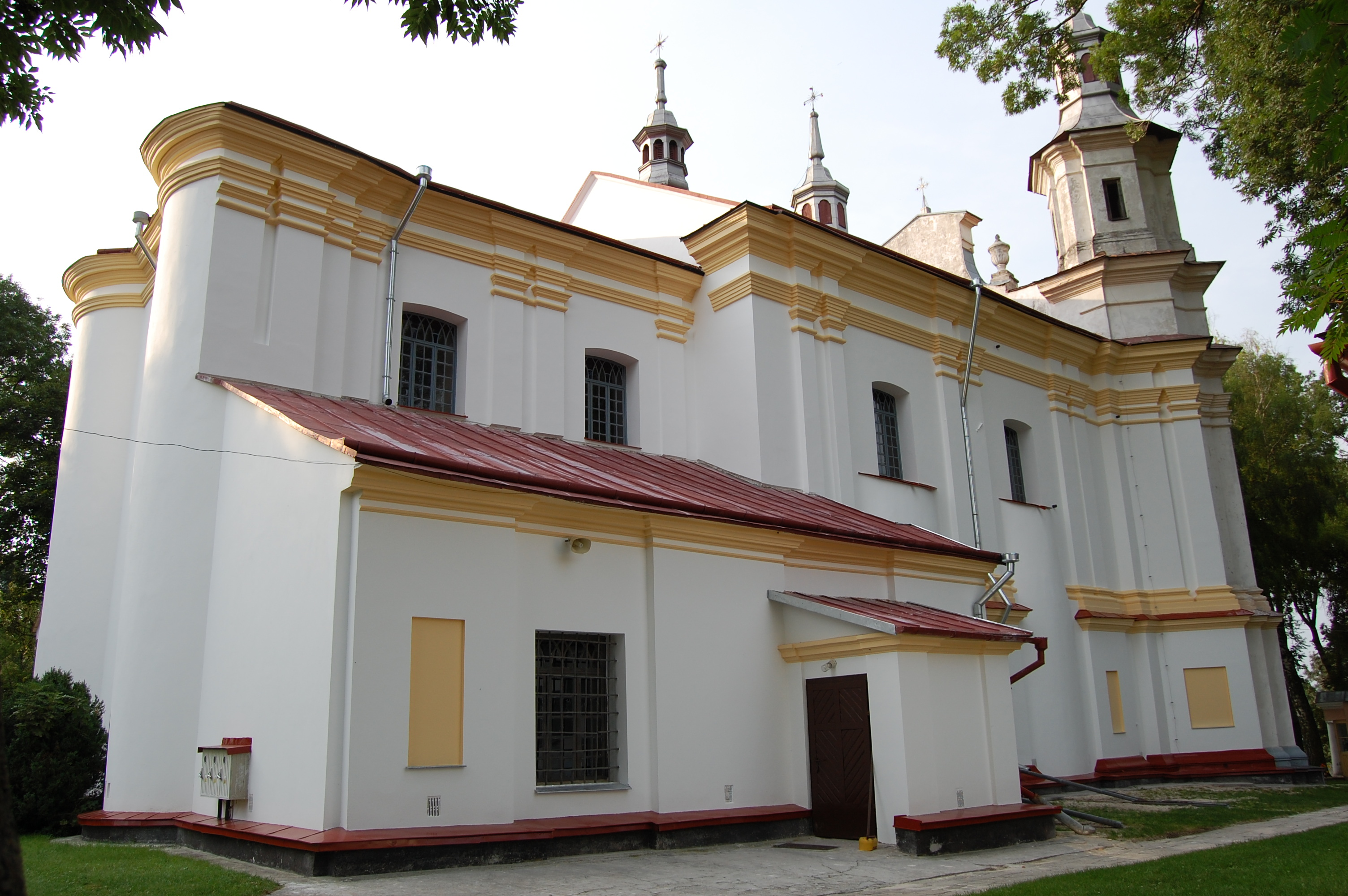
Kościół św. Jacka
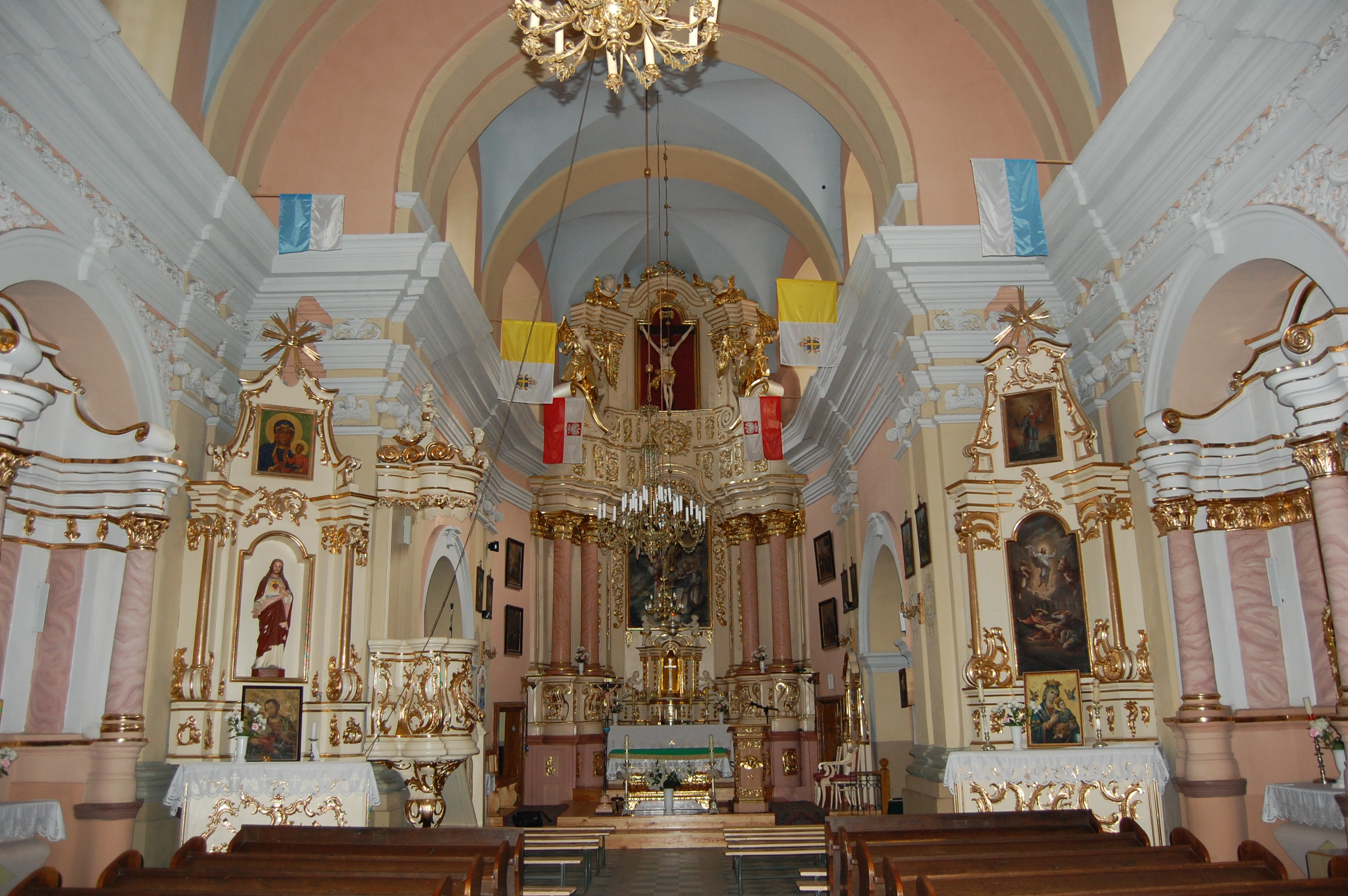
Kościół św. Jacka